# Élancourt
Élancourt is een gemeente in het Franse departement Yvelines (regio Île-de-France) en telt 25.624 inwoners (2019). De plaats maakt deel uit van het arrondissement Rambouillet en is een van de twaalf gemeenten van de nieuwe stad Saint-Quentin-en-Yvelines.
Het miniatuurpark France Miniature is er sinds 1991 gevestigd. Een aangelegde heuvel op het grondgebied van de gemeente, de Colline d'Élancourt is een populaire locatie voor mountainbiken , parapente en radiogestuurde modelvliegtuigjes. De mountainbike wedstrijden van Parijs 2024 voor vrouwen en mannen vonden er plaats. De Colline is met een hoogte van 231 meter boven de zeespiegel het hoogste punt van de hele regio Île-de-France.

## Geschiedenis
De plaats werd voor het eerst vermeld in de 11e eeuw. Tot 1970 was Élancourt een landelijk dorp met enkele honderden inwoners. In dat jaar werd het opgenomen in de nieuwe stad Saint-Quentin-en-Yvelines. Daarna volgde een grote bevolkingsgroei en sterke verstedelijking. In 1983 werd een deel van de gemeente Plaisir gehecht aan Élancourt.

## Geografie
De oppervlakte van Élancourt bedraagt 8,5 km², de bevolkingsdichtheid is 3135,9 inwoners per km².
Het oude dorpscentrum met de middeleeuwse kerk Saint-Médard ligt in een vallei. In het zuiden van de gemeente op een plateau is sinds 1970 een moderne stad gebouwd met een nieuw gemeentehuis en hoogbouw. Het noordelijk deel van de gemeente, Clef de Saint-Pierre, behoorde tot 1983 bij buurgemeente Plaisir. Dit was aanvankelijk een industriezone maar hier werden nadien ook woningen en appartementen gebouwd. Clef de Saint-Pierre heeft anno 2019 ongeveer 6.000 inwoners.
De onderstaande kaart toont de ligging van Élancourt met de belangrijkste infrastructuur en aangrenzende gemeenten.

## Demografie
Onderstaande figuur toont het verloop van het inwonertal (bron: INSEE-tellingen).